# Stefan Mladenov
Stefan Mladenov (Vidin, 27 dicembre 1880 – Sofia, 1º maggio 1963) è stato uno slavista bulgaro.
Stefan Mladenov è stato un linguista indoeuropeo bulgaro, specializzato in linguistica comparata, e un accademico.
Parlava correntemente 18 lingue, incluso l'italiano; inoltre, ne utilizzava altre 9 a livello di lavoro.
Ha guidato la delegazione bulgara a Praga nel 1929 al primo congresso slavo. Nel 1929, venne pubblicata in Germania la sua monumentale "Storia della lingua bulgara", con la revisione di Max Vasmer. Inoltre, fu il primo a tradurre l'opera di Henrik Ibsen in lingua bulgara.
Ha realizzato oltre 1100 pubblicazioni scientifiche in linguistica. Fu inoltre membro di molte accademie di scienze e istituti linguistici.